# یوفمیا هاینز
مارتا یوفمیا لُفتون هاینز (Martha Euphemia Lofton Haynes) (۱۱ سپتامبر ۱۹۸۰ – ۲۵ ژوئیه ۱۹۸۰) آموزگار و ریاضی‌دان آمریکایی بود. او نخستین زن آمریکایی آفریقایی بود که در رشته ریاضی به درجه علمی دکترا رسید، وی دکترای خود را در ۱۹۴۳ میلادی از دانشگاه کاتولیک آمریکا گرفت.

## زندگی
یوفمیا لُفتون نخستین فرزند و تنها دختر ویلیام اس. لفتون، دکتر دندان، مشاور مالی و لاوینیا دی لفتون، معلم کودکستان بود. وی در ۱۹۰۷ میلادی نطق سخنرانی پایان دوره مدرسه در مدرسه عالی ام. استریت را ایراد نموده و بعداً از مدرسه نرمال برای دختران رنگین‌پوست که حالا به‌نام دانشگاه منطقه کلمبیا یاد می‌گردد، با درجه ممتاز و دیپلم در رشته آموزش در ۱۹۰۹ میلادی فارغ‌التحصیل شد. پس از آن وی به تحصیلات خود ادامه داده و لیسانس خود را در رشته اصلی ریاضی (و رشته فرعی روان‌شناسی) در ۱۹۱۴ میلادی از کالج اسمیت به‌دست‌آورد. وی در ۱۹۱۷ میلادی با آپو هاینز که معلم بود ازدواج کرد. وی فوق لیسانس خود را در رشته آموزش در ۱۹۳۰ میلادی از دانشگاه شیکاگو به‌دست‌آورد. وی دکترای خود را در ۱۹۴۳ میلادی از دانشگاه کاتولییک آمریکا به‌دست‌آورد و رساله خود را تحت عنوان تعیین مجموعه‌های دارای شرایط استقلال شامل قضایای مشخص تناظرهای متقارن با سرپرستی لون لاندری به اتمام رساند.
هاینز «به‌طور وسیعی به سیستم آموزش در منطقه کلمبیا (دی سی) کمک کرد». وی برای مدت ۴۷ سال در مدارس دولتی واشینگتن دی سی تدریس نمود و در ۱۹۶۶ میلادی به نخستین زنی مبدل شد که ریاست هیئت آموزشی دی سی را برعهده می‌گیرد، او تا سال ۱۹۶۷ در این سمت خدمت کرد. او طی مدتی که در هیئت آموزش دی سی بود، از موجودیت سیستم گروه‌بندی دانشجویان برمبنای توانایی آن‌ها به صراحت انتقاد نمود، او استدلال کرد که این سیستم با قراردادن دانشجویان آفریقایی-آمریکایی در گروه‌های خاص آن‌ها را برای دوره کالج به‌طور درست آماده نمی‌کند. این کارها باعث به ثبت رسیدن قضیه هاب‌سن علیه هان‌سن (۱۹۶۷) گردیده و در نهایت باعث از بین رفتن سیستم گروه‌بندی دانشجویان در دی سی گردید. وی در مدرسه‌های گاریسون و گارفیلد، دانشجویان کلاس اول را تدریس کرد و در مدرسه عالی آرمسترانگ به تدریس مضمون ریاضی پرداخت. وی در مدرسه عالی دنبار مضمون ریاضی تدریس کرد و ریاست دپارتمنت ریاضی در این مدرسه را نیز بر عهده داشت. هاینز در دانشگاه منطقه کلمبیا پروفسور ریاضی بود، او در آنجا دانشکده ریاضی و آموزش تجاری را تأسیس نموده و ریاست آن را برعهده داشت، این دانشکده به آموزش معلمین آفریقایی-آمریکایی تخصیص داده شده بود.
وی از سیستم مدارس عمومی در ۱۹۵۹ میلادی بازنشسته شد، اما به کارهای خود ادامه داده و دانشکده ریاضی را در دانشگاه منطقه کلمبیا تأسیس کرد. او همچنین گهگاهی به‌طور نیمه وقت در دانشگاه هوارد تدریس می‌کرد. هاینز در فعالیت‌های اجتماعی مدیدی دخیل بود. وی در بخش‌های اجتماعی ذیل خدمت کرد: معاون اول شورای زنان کاتولیک اسقف‌نشین، رئیس هیئت مشتورتی خانه‌های محله فایدز، در کمیته رفاه اجتماعی بین‌المللی، در کمیته اجرائی انجمن ملی رفاه اجتماعی، رئیس و عضو کمیته اجرائی شورای بهداشت و رفاه دی سی، کمیته‌های محلی و ملی مؤسسه خدمات متحد، عضو کنفرانس ملی مسیحی‌ها و یهودیان، شورای میان‌نژادی کاتولیک واشینگتن، اتحادیه ملی شهری، انجمن ملی پیشرفت رنگین‌پوستان (NAACP)، اتحادیه زنان رای‌دهنده و مجمع زنان دانشگاهی آمریکا.

## قدردانی
پاپ جان بیست و سوم مدال افتخار پاپ (Pro Ecclesia et Pontifice) را در ۱۹۵۹ میلادی به وی اعطاء کرد. او در ۱۹۹۸ میلادی به عنوان عضو انجمن پیش‌برد علوم آمریکا انتخاب گردید.

## میراث
هاینز به تاریخ ۲۵ ژوئیه بر اثر حمله قلبی در زادگاه‌ش واشینگتن دی سی درگذشت. وی یک صندوق امانی برای حمایت از کرسی پروفسوری و وام دانشجویی در مدرسه آموزش ایجاد کرده بود که ۷۰۰٬۰۰۰ دلار به دانشگاه کاتولیک بخشید. مقاله‌های خانوادگی وی در بایگانی دانشگاه کاتولیک قرار داده شده‌است.
مدرسه چارتر عمومی ای.ال. هاینز در واشینگتن دی سی در ۲۰۰۴ میلادی برای قدردانی از وی به افتخار او نام‌گذاری شد. دانشگاه کاتولیک آمریکا جایزه یوفمیا لُفتون هاینز را ایجاد کرد، این جایزه برای قدردانی از دانشجویان درخشان ریاضی که استعداد عالی و امیدبخش از خود در مطالعات ریاضی نشان می‌دهند، اعطاء می‌گردد.